# New Shoreham
New Shoreham è una città degli Stati Uniti d'America, nella Contea di Washington, nello Stato del Rhode Island. Il comune coincide con l'area della Block Island.
La popolazione era di 1.010 abitanti nel censimento del 2000.